# St. Franz Xaver (Eilenburg)
Die Kirche St. Franz Xaver ist die einzige katholische Kirche in der Stadt Eilenburg im Landkreis Nordsachsen. Die ehemalige katholische Pfarrkirche von Eilenburg ist seit 2010 eine Filiale der Pfarrei St. Klara zu Delitzsch in der Pastoralregion Dessau des Bistums Magdeburg. Das Kirchengebäude, das Pfarrhaus und die Einfriedung sind eingetragenes Kulturdenkmal in der Denkmalliste des Landesamtes für Denkmalpflege Sachsen.

## Geschichte
Infolge der Reformationsgeschehnisse in Eilenburg, das damals zum Bistum Merseburg gehörte, wurde der letzte katholische Priester 1525 aus der Stadt vertrieben. Fortan gab es nur noch evangelische Gottesdienste.
Erst im ausgehenden 18. Jahrhundert entstand wieder eine katholische Glaubensgemeinde. Diese bestand hauptsächlich aus Saisonarbeitern und feierte ihre Gottesdienste zunächst auf Schloss Zschepplin. Die Schlosskapelle soll der heiligen Teresa von Ávila geweiht gewesen sein und diente neben den Schlossbewohnern auch den Katholiken der Umgebung. Joseph Karl Freiherr von Bender und Loitha, der protestantische Besitzer von Schloss Zschepplin, hatte 1777 eine katholische Freiin aus Österreich geheiratet. Eines ihrer fünf Kinder, Theresia Freiin von Bender und Loitha, heiratete 1802 den katholischen Freiherrn Wilhelm von Mengersen, der sich auf Schloss Zschepplin niederließ. 1805 übernahm das Ehepaar das Schloss von Joseph Karl Freiherr von Bender und Loitha. Die sieben Kinder des Ehepaares waren katholischen Glaubens.
1844 bekam das Schloss Zschepplin mit Peter Josef Belke aus Lübbecke erstmals einen katholischen Hausgeistlichen, der bis 1850 auf Schloss Zschepplin blieb. Damals lebten etwa 40 bis 50 Katholiken im Umfeld von Schloss Zschepplin. Nach dessen Wegzug übernahm Pfarrer Karl Mellmann aus Torgau gelegentlichen Gottesdienst in Eilenburg, der vom 11. Mai 1851 an in der Gottesackerkirche vor dem Torgauer Tor stattfand, welche die Stadtverwaltung von Eilenburg dafür kostenlos zur Verfügung gestellt hatte.
Aufgrund der gestiegenen Belastung beantragte Mellmann beim Bischof von Paderborn einen eigenen Priester für die katholische Gemeinde Eilenburg. So errichtete der Bischof am 19. Mai 1852 die Missionspfarrei Eilenburg. Erster Pfarrer der Gemeinde wurde Arnold Krumme. Am 20. Mai 1852 fand das erste katholische Hochamt in Eilenburg auf dem Stadtfriedhof in der St.-Georgen-Kapelle am Torgauer Steinweg statt. Nachdem die Stadtverwaltung von Eilenburg im August 1852 Miete für die Nutzung der Kapelle forderte, wurden die Gottesdienste in das am Nordring der damals noch selbstständigen Vorstadt Hinterstadt gelegene Haus von Anton Bernhardi verlegt. Ab 1852 wurden in Eilenburg katholische Kirchenbücher geführt, 1853 wurde in Eilenburg eine katholische Schule eröffnet.
Mit dem durch die Industrialisierung verursachten starken Bevölkerungswachstum in Eilenburg wuchs die katholische Gemeinde bis zur Mitte des 19. Jahrhunderts auf etwa 100 Gläubige an, infolgedessen verlangte die Gemeinde nach einem eigenen Gotteshaus. Die Gemeinde kaufte im Frühjahr 1854 in der Hinterstadt nördlich von Eilenburg in der heutigen Bernhardistraße von der Witwe Pabst ein Grundstück, das mit einem Wohnhaus und einer ehemaligen Gerberei bebaut war. Der Plan, den im Erdgeschoss des Wohnhauses befindlichen Saal zu einer Kapelle umzubauen, wurde vom Bistum Paderborn nicht genehmigt. Stattdessen entstand neben dem Wohnhaus nach Plänen des Baumeisters Mosebach vom Juli 1854 an ein Kirchbau, der bereits am 28. September 1854 durch Arnold Krumme seine Benediktion erhielt. Entsprechend den Auflagen der Stadt musste die Gemeinde auf den Bau eines Turmes aber verzichten. Neben der Stadt Eilenburg umfasste der Seelsorgebezirk die Landkreise Delitzsch und Bitterfeld. Die Schlosskapelle in Zschepplin blieb auch nach dem Bau der Kirche in Benutzung, verlor aber an Bedeutung. 1958/59 wurde sie umfangreich restauriert. Bereits 1858 ging aus der Missionspfarrei Eilenburg die Missionspfarrei Delitzsch hervor, die 1915 zur selbstständigen Pfarrei erhoben wurde. 1860 folgte die Errichtung der Pfarrei Eilenburg. 1914 folgten der Anbau einer Apsis und einer Sakristei an die Kirche.
Das Preußenkonkordat vom 14. April 1929, durch die Bulle Pastoralis officii nostri vom 13. August 1930 in Vollzug gesetzt, errichtete die Mitteldeutsche Kirchenprovinz. Das Bistum Paderborn stieg dadurch zum Erzbistum und zum Metropolitansitz der mitteldeutschen Kirchenprovinz mit den Diözesen Paderborn, Fulda und Hildesheim auf. Zugleich kam der vom Geistlichen Gericht Erfurt abgetrennte Regierungsbezirk Merseburg mit dem Dekanat Wittenberg, zu dem die Pfarrei Eilenburg gehörte, an das nunmehrige Erzbischöfliche Kommissariat Magdeburg. In den Jahren 1936 bis 1938 wurde in Eilenburg das alte Pfarrhaus abgerissen und durch ein neues ersetzt, da die Bernhardistraße verbreitert wurde, sowie der Kirchturm errichtet. In der Zeit des Nationalsozialismus wurde die katholische Schule in Eilenburg auf staatliche Anordnung am 1. Oktober 1938 geschlossen.
Gegen Ende des Zweiten Weltkrieges gelangten umgesiedelte Rheinländer sowie Flüchtlinge aus den deutschen Ostgebieten nach Eilenburg. Dem mehrere Tage währenden Artilleriebeschuss der amerikanischen Armee im April 1945 fiel auch die katholische Kirche zum Opfer. Während vom Turm noch nennenswerte Teile standen, war vom Kirchenschiff lediglich eine Außenwand erhalten geblieben. Die Gottesdienste wurden nun zunächst notdürftig vor dem Pfarrhaus im Freien abgehalten, während in der Tür des Pfarrhauses der Altar stand. Später fanden die Gottesdienste in der Stadthalle, in der Aula des ehemaligen Lehrerseminars und in der Kapelle der ehemaligen katholischen Schule statt. Die Gemeinde wuchs in Folge der Flucht und Vertreibung Deutscher aus Mittel- und Osteuropa auf etwa 15.000 Gläubige an. 1947 wurde die katholische Gemeinde in Düben als Kuratie von Eilenburg abgetrennt, auch in Behlitz kam es damals zur Gründung einer weiteren Kuratie. Mit Wirkung vom 1. Januar 1948 wurde aus einem Teil des Dekanats Wittenberg, zu dem auch die Pfarrei Eilenburg mit ihren Kuratien Lehelitz und Düben gehörte, das Dekanat Torgau gebildet, zu dem Eilenburg bis zur Auflösung der Dekanatsstrukturen im Bistum Magdeburg am 31. August 2023 gehörte.
Bereits 1946 hatte Johannes Reuter Pläne für den Wiederaufbau der Kirche angefertigt. Von 1947 bis 1949 erfolgte mit Unterstützung des Bistums Paderborn und Eigenleistung der Gemeindemitglieder der Wiederaufbau des kriegszerstörten Kirchenbaus. Am 29. Mai 1949 wurde das neue Gotteshaus durch Wilhelm Weskamm, den damaligen Propst an St. Sebastian in Magdeburg, benediziert. Die Gemeinde, zu der die Kuratien Bad Düben und Lehelitz gehörten, zählte damals 2000 Mitglieder. Die bischöfliche Kirchweihe nahm am 17. September 1950 Erzbischof Lorenz Jaeger vor. Nach der Liturgiereform des Zweiten Vatikanischen Konzils wurde der ursprüngliche Hochaltar durch einen vorgesetzten hölzernen Volksaltar ergänzt.
Am 13. August 2002 wurde die Kirche durch das Hochwasser der Mulde beschädigt, das Wasser stand im Kircheninneren rund 1,60 Meter hoch. Nach den Renovierungsarbeiten fand am 16. März 2003 in der Kirche die erste Heilige Messe statt. Die Instandsetzung des Pfarrhauses war bereits im Februar 2003 abgeschlossen, das Gemeindehaus konnte im November 2003 wieder geöffnet werden.
Die feindliche Haltung gegenüber den Kirchen in der DDR ließ die Gemeinde weiter schrumpfen. Diese Entwicklung setzte sich auch nach der Wende fort. Am 1. November 2007 schloss sich Eilenburg mit den Gemeinden Delitzsch, Bad Düben, Lehelitz und Löbnitz zum Gemeindeverbund Bad Düben – Delitzsch – Eilenburg – Löbnitz – Lehelitz zusammen, aus dem am 2. Mai 2010 die heutige Pfarrei St. Klara Delitzsch hervorging. Zuletzt zählte die Gemeinde Eilenburg noch 640 Gläubige. Seit der 2012 erfolgten Profanierung der Kirche St. Franziskus Xaverius in Unseburg ist die Eilenburger Kirche die einzige Kirche im Bistum Magdeburg mit dem Patrozinium des heiligen Franz Xaver.

## Architektur
Die Kirche ist heute im Heimatschutzstil der späten Vor- und frühen Nachkriegszeit gehalten. Sie besteht aus einem Saalbau mit Satteldach, einer rechteckigen Apsis und einem östlich anschließenden Kirchturm mit rechteckigem Grundriss, der mit einem steilen Walmdach versehen ist und so breit wie das Kirchenschiff ist. Eine Besonderheit ist, dass der Altar entgegen der mittelalterlichen Anordnung nicht geostet, sondern nach Westen orientiert ist und der Turm mit dem Hauptportal im Osten steht. In nördlicher Richtung schließt sich das Pfarrhaus an, welches durch einen Garagenbau mit dem Kirchenschiff verbunden ist. Westlich an das Gebäudeensemble schließt der weitläufige Pfarrgarten an.

## Ausstattung
1855 erhielt die Kirche als Geschenk von Clemens von Mengersen eine in Leipzig gegossene Glocke, die noch heute geläutet wird. 1906 erhielt sie einen gotischen Altar mit Tabernakel. Eine Statue der Heiligen Maria Mutter Gottes ging im Zweiten Weltkrieg verloren.

## Orgel
Die jetzige Orgel ist das Opus 320 von Hermann Eule Orgelbau Bautzen aus dem Jahre 1971 und gehört zu den letzten Werken aus der Wirkungszeit von Hans Eule. Sie hat mechanische Spiel- und Registertrakturen, Schleifladen sowie 14 Register auf zwei Manualen und Pedal. Das Orgelgehäuse stammt von der Firma Kurt Lichtenberger aus Eilenburg. Die Disposition lautet:
| I Manual C–g3 |    |
| Gedackt       | 8′ |
| Prinzipal     | 4′ |
| Rohrflöte     | 4′ |
| Waldflöte     | 2′ |
| Mixtur IV     |    |

| II Manual C–g3 |    |
| Rohrflöte      | 8′ |
| Spitzflöte     | 4′ |
| Prinzipal      | 2′ |
| Krummhorn      | 8′ |
| Zimbel II      |    |
| Tremulant      |    |

| Pedal C–f1 |     |
| Subbass    | 16′ |
| Gemshorn   | 8′  |
| Choralbass | 4′  |
| Nachthorn  | 2′  |

- Koppeln: II/I, I/P, II/P

## Pfarrer
| Amtszeit  | Pfarrer              |
| --------- | -------------------- |
| 1852–1857 | Arnold Krumme        |
| 1857–1859 | Cölestin Köster      |
| 1859–1863 | Richard Knoche       |
| 1863–1891 | Clemens Schulte      |
| 1891–1905 | Franz-Josef Sünkeler |

| Amtszeit  | Pfarrer          |
| --------- | ---------------- |
| 1905–1906 | Gustav Hoffmann  |
| 1906–1922 | Gustav Roderfeld |
| 1922–1934 | Theodor Visarius |
| 1934–1937 | Paul Gunkel      |
| 1937–1939 | August Bode      |

| Amtszeit  | Pfarrer        |
| --------- | -------------- |
| 1939–1970 | Josef Schäfer  |
| 1970–1979 | Josef Franke   |
| 1979–1992 | Herbert Bangel |
| 1992–1998 | Norbert Kiesel |
| 1998–2010 | Ulrich Schade  |